# Jacques Delors

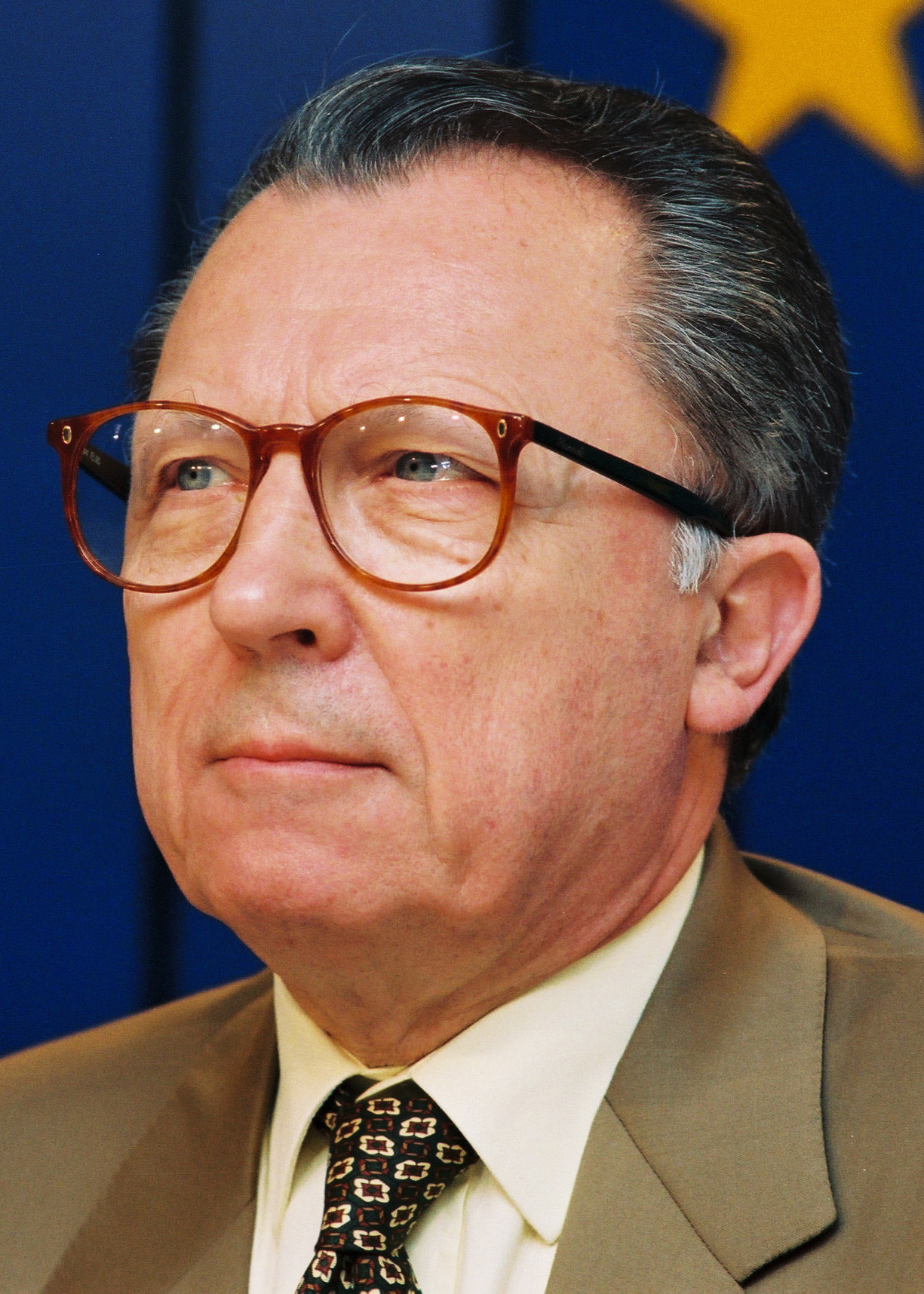
Jacques Delors (1993)

Jacques Lucien Jean Delors (* 20. Juli 1925 in Paris; † 27. Dezember 2023 ebenda) war ein französischer Wirtschaftswissenschaftler und Politiker der Parti socialiste. Als einer der profiliertesten und einflussreichsten Europapolitiker war er von 1985 bis 1995 Präsident der Europäischen Kommission und entscheidend beteiligt an einer Vertiefung der europäischen Integration. Zuvor war er von 1979 bis 1981 Mitglied des Europäischen Parlaments, 1981 bis 1984 Frankreichs Wirtschafts- und Finanzminister und 1983 und 1984 Bürgermeister von Clichy.

## Leben

### Herkunft, Ausbildung und Beruf
Delors wuchs in einer katholischen Familie aus dem Limousin auf, sein Vater war Inkassobevollmächtigter bei der Banque de France. Er besuchte das Lycée Voltaire in Paris, während des Zweiten Weltkriegs wechselte er auf das Lycée Blaise Pascal in Clermont-Ferrand. Als Schüler war er Mitglied der Christlichen Arbeiterjugend und Jeunesse étudiante chrétienne (JEC), dann der Vichy-Jugendorganisation Compagnons de France. Nach dem Schulabschluss arbeitete Delors selbst von 1945 bis 1962 bei der Banque de France. Parallel studierte er an der Universität von Paris Jura und politische Ökonomie.
Er engagierte sich beim christlichen Gewerkschaftsbund Confédération française des travailleurs chrétiens (CFTC). Delors avancierte zum Wirtschaftsexperten der CFTC, die ihn 1959 in den Conseil économique et social nominierte. Er gehörte zum linken Flügel der Gewerkschaft (Gruppe Reconstruction) und befürwortete deren Dekonfessionalisierung und Umbenennung in Confédération française démocratique du travail (CFDT). Von 1962 bis 1969 arbeitete er beim Commissariat général du Plan. Von 1969 bis 1973 war er Generalsekretär des interministeriellen Ausschusses für berufliche Bildung und sozialen Aufstieg. Anschließend kehrte er zur Banque de France zurück, deren Generalrat er bis 1979 angehörte. Parallel unterrichtete er von 1974 bis 1979 als außerordentlicher Professor für Management an der Universität Paris-Dauphine sowie als Dozent an der Verwaltungshochschule École nationale d’administration (ENA).

### Politischer Werdegang
Aus dem katholischen Milieu stammend, trat Delors gleich nach der Befreiung Frankreichs im Herbst 1944 dem christdemokratischen Mouvement républicain populaire (MRP) bei, trat aber nach zwei Jahren wieder aus, weil es ihm zu konservativ erschien. Er war Anhänger der personalistischen Philosophie von Emmanuel Mounier und schloss sich 1952 der christlich-linken Bewegung Vie nouvelle an. Im Jahr darauf wurde er Mitglied der von Marc Sangnier gegründeten christlich-linken Kleinpartei Jeune République, deren Politbüro er ab 1956 angehörte. Nachdem er zunehmend sozialistische Überzeugungen vertrat, schloss er sich 1957 der Union de la gauche socialiste (UGS) an. Diese ging 1960 in der Parti socialiste unifié (PSU) auf, der Delors aber nicht beitrat. Stattdessen engagierte er sich in den 1960er-Jahren in verschiedenen sozialistischen Clubs.
Der gaullistische Premierminister Jacques Chaban-Delmas ernannte Delors 1969 zu seinem sozialpolitischen Berater. Er beeinflusste das Reformprojekt der nouvelle société („neuen Gesellschaft“), insbesondere das 1971 in Kraft getretene Gesetz für berufliche Weiterbildung, das ein Recht auf bezahlten Bildungsurlaub einführte. Delors trat 1974 der Parti socialiste bei und wurde 1979 in den Parteivorstand gewählt. Bei der Europawahl 1979 wurde er in das Europäische Parlament gewählt, dem er zwei Jahre als Mitglied der Sozialistischen Fraktion und Vorsitzender des Ausschusses für Wirtschaft und Währung angehörte.
Nach der Wahl François Mitterrands zum Staatspräsidenten übernahm Delors im Mai 1981 das Amt des französischen Wirtschafts- und Finanzministers im Kabinett Mauroy. In dieser Zeit war er für ein kurzlebiges Experiment sozialistischer Wirtschaftspolitik in einer marktwirtschaftlichen Ordnung mittels Verstaatlichung von Banken und einigen Großunternehmen sowie keynesianischer Konjunkturförderung verantwortlich. Nach mehreren Abwertungen des französischen Francs und drohendem Ausscheiden aus dem Europäischen Währungssystem musste Delors jedoch ab März 1983 auf Anweisung des Präsidenten Mitterrand auf Austeritätspolitik umschwenken (tournant de la rigueur), um die Staatsausgaben zu senken und die Währung zu stabilisieren. Mit der Regierungsumbildung im Juli 1984 wurde er dann von Pierre Bérégovoy abgelöst. Von März 1983 bis Dezember 1984 war Delors außerdem Bürgermeister der Stadt Clichy, einem Vorort von Paris.
Von 1985 bis 1995 war Delors Präsident der EG-Kommission und stand drei Kommissionen vor (Delors I, II und III). In dieser Zeit setzte er die Notwendigkeit einer Sozialpolitik der Europäischen Union explizit auf die Tagesordnung. In diesem Rahmen wurden 1989 die Gemeinschaftscharta der sozialen Grundrechte der Arbeitnehmer und 1992 das Sozialprotokoll beschlossen.
1989 sprach er sich – anders als viele skeptische Spitzenpolitiker in Frankreich – für die deutsche Wiedervereinigung aus.
Delors verzichtete auf eine Präsidentschaftskandidatur 1995 zur Nachfolge François Mitterrands; er hatte als aussichtsreichster Kandidat des Parti socialiste gegolten. Verbunden damit war sein Rückzug aus der französischen Tagespolitik.
Delors gilt nach Jean Monnet (1888–1979) als der zu seiner aktiven Zeit einflussreichste Europapolitiker.

### Verdienste um den EU-Binnenmarktprozess
Unter seiner Führung machte die europäische Integration große Fortschritte. Seine Präsidentschaft beendete über ein Jahrzehnt des Euroskeptizismus und der Stagnation des Integrationsprozesses („Eurosklerose“). Delors hat die Gemeinschaft „aus einer tiefen Krise herausgeführt“ sowie „mit dem Binnenmarkt und der Währungsunion auf ein neues Gleis gesetzt“. In seine Präsidentschaft fallen die Reformen Einheitliche Europäische Akte (EEA) 1986, Vertrag von Maastricht 1992 und Reform und Reorientierung von Kommission und Gemeinschaftspolitik (Delors-Paket) 1988.

#### Das Weißbuch zum Binnenmarkt von 1985

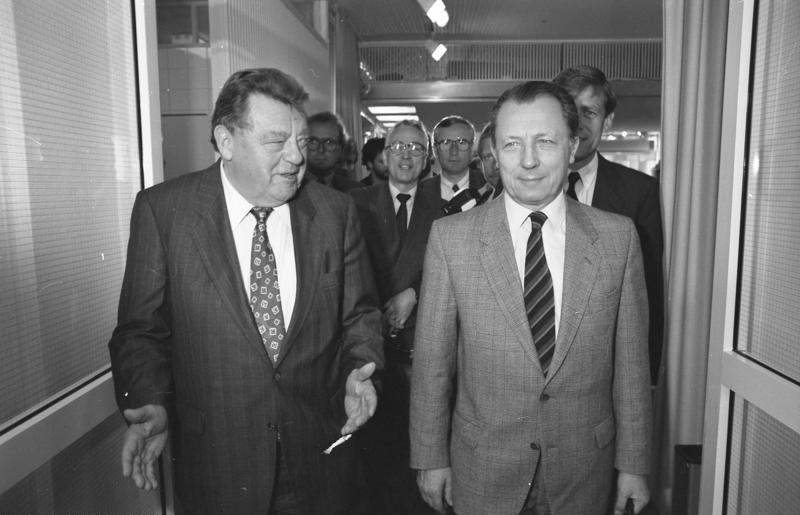
Delors mit Franz Josef Strauß (1988)

Auf Initiative Delors’ veröffentlichte die Kommission ein Weißbuch (sog. Binnenmarkt-Fibel), in dem 300 (später reduziert auf 282) für die Verwirklichung des Binnenmarktes notwendige legislative Maßnahmen aufgeführt wurden. Dieses Programm geht auf das sogenannte Delors-Paket zurück, das der damalige Kommissionspräsident acht Tage nach seiner Amtsübernahme im Januar 1985 in Straßburg vor dem Europäischen Parlament im Rahmen seiner Antrittsrede vorstellte. Delors stellte zu Beginn in einem Satz die Frage: „Ist es vermessen, den Beschluss anzukündigen und dann auch durchzuführen, bis 1992 alle innergemeinschaftlichen Grenzen aufzuheben?“ Zu den vorgeschlagenen Maßnahmen zählten:
- Wegfall der Personen- und Warenkontrollen an den EG-Binnengrenzen (z. B. Verlagerung der Kontrollen in die Produktion, die Vereinheitlichung des Veterinärrechts)
- Gegenseitige Anerkennung zahlreicher Produktnormen und Lebensmittelstandards bzw. deren Harmonisierung
- Beseitigung von steuerlichen Schranken, die durch unterschiedliche Mehrwert- und Verbrauchssteuern bestanden
- EG-weite Öffnung der öffentlichen Beschaffungsmärkte (für staatliche Aufträge ab 10 Mio. DM)
- Weitreichende Marktöffnungen und -liberalisierungen (z. B. Versicherungs- und Transportgewerbe)
- Beseitigung von Staatsmonopolen (z. B. Post).

Das Weißbuch enthielt einen Zeitplan und nannte als Enddatum für die Vollendung des Binnenmarktes den 31. Dezember 1992. Dieses Programm wurde mit dem „magischen Datum“ 1992 auf dem Mailänder Gipfel (Mitte 1985) vom Rat der damals noch aus zehn Mitgliedsstaaten bestehenden Gemeinschaft gebilligt.

#### Einheitliche Europäische Akte, Rechtsangleichung, Delors-Bericht und Vertrag von Maastricht
Mit der Verabschiedung der Einheitlichen Europäischen Akte (EEA) 1986 wurden die Römischen Verträge erstmals nachhaltig reformiert und die Grundlagen für die Vollendung des Binnenmarktes gelegt. Die von Delors angeführte Kommission führte parallel zur EEA-Vertragsreform das Ziel der Verwirklichung des Binnenmarktes mittels eines großen europäischen Rechtssetzungsprozesses mit anschließend mitgliedstaatlicher Umsetzung aus. Bis Ende 1992 war der größte Teil dieser Kommissions-Vorschläge verabschiedet. Die Umsetzung der 282 Vorschläge mittels Richtlinien wurde durch die am 1. Juli 1987 in Kraft getretene EEA-Vertragsreform, mit der die qualifizierte Mehrheit für diesen Politikbereich eingeführt wurde, nachhaltig unterstützt. Diese Binnenmarktanstrengungen entfachten eine neue Dynamik innerhalb der EG, was bis heute das Bild der Tat- und Entschlusskraft Delors als einer der herausragenden Kommissionspräsidenten zeichnet. Unter Delors gewann die Kommission „neue Autorität“.
Im Juni 1989 legte Delors einen Drei-Stufen-Plan – ohne Zeitvorgaben – zur Errichtung der Wirtschafts- und Währungsunion vor. Dem war der Auftrag („konkrete Etappen zur Verwirklichung dieser Union zu prüfen und vorzuschlagen“) einer Sachverständigengruppe unter Vorsitz Delors’ als Kommissionspräsident durch den Europäischen Rat im Juni 1988 vorausgegangen. Die Initiative geht auf Delors zurück. Auf der Grundlage des Delors-Berichts beschloss der Europäische Rat in Madrid 1989 das Inkrafttreten der ersten Stufe der Währungsunion zum 1. Juli 1990. Der Bericht wurde später zur Grundlage der Ausgestaltung der WWU im Vertrag von Maastricht, der auch konkrete zeitliche Festlegungen für die einzelnen Stufen traf. Delors’ Vorschläge einer vertieften Integration hin zu einem europäischen Bundesstaat veranlassten im Oktober 1990 die britische Premierministerin Margaret Thatcher zu ihrer No, no, no-Rede.
1992 folgte nach dem Zusammenbruch des Ostblocks in einer veränderten Lage Europas der nächste große europäische Vertrag unter Delors’ Kommissionspräsidentschaft, der Vertrag von Maastricht.

### Privates
Delors heiratete 1948 Marie Lephaille (1923–2020). Er ist der Vater der Politikerin Martine Aubry und des Journalisten Jean-Paul Delors. Er verstarb am 27. Dezember 2023 im Alter von 98 Jahren in Paris.

## Mitgliedschaften (Auswahl)
Jacques Delors war Mitglied im Club of Rome und im Kuratorium der Initiative A Soul for Europe. Zudem war er Mitglied der Spinelli-Gruppe, die sich für den europäischen Föderalismus einsetzt, und leitete den Think Tank Notre Europe, welcher zusammen mit der Hertie School of Governance das Jacques-Delors-Institut in Berlin finanziert, einen Europa-Thinktank. 1995 wurde er zum assoziierten Mitglied der Académie royale des Sciences, des Lettres et des Beaux-Arts de Belgique gewählt.

## Rezeption
Delors sei bereits zu Lebzeiten „zu einer mythischen Figur der EU-Geschichte geworden“, schreibt der EU-Historiker Christoph Driessen. Dabei gerate mitunter aus dem Blick, wie sehr Delors auch als Kommissionspräsident von seinem Heimatland Frankreich beeinflusst gewesen sei. „Bewusst oder unbewusst versuchte er, die zentralstaatliche Tradition Frankreichs auf die europäische Ebene zu übertragen.“ Gerade weil er damit so erfolgreich gewesen sei, sei er zunehmend in Konflikt mit dem französischen Präsidenten Francois Mitterrand geraten, dem die Ambitionen von Delors zur Einschränkung der Macht der Nationalstaaten zu weit gegangen seien. Deshalb sei Delors’ zweite Amtszeit auch nicht mehr so erfolgreich gewesen wie die erste.

## Ehrungen und Auszeichnungen
- 1990: Ehrendoktorwürde der Fakultät für Sozialwissenschaft der Ruhr-Universität Bochum am 6. März
- 1990: Hans-Böckler-Preis[21]
- 1991: Bayerischer Verdienstorden, verliehen durch den bayerischen Ministerpräsident Max Streibl am 1. Februar
- 1992: Karlspreis der Stadt Aachen
- 1993: Großkreuz des Verdienstordens der Republik Polen[22]
- 1994: Ehrendoktorwürde der Rechts- und Staatswissenschaftlichen Fakultät der Ernst-Moritz-Arndt-Universität Greifswald am 12. Mai
- 1995: Ernst-Reuter-Plakette des Landes Berlin
- 1995: Europapreis Karl V. der Europäischen Akademie von Yuste in Spanien
- 1996: Großes Goldenes Ehrenzeichen am Bande für Verdienste um die Republik Österreich[23]
- 1996: Förderpreis der Carlo-Schmid-Stiftung
- 1998: Premi Internacional Catalunya[24]
- 2010: Leonardo European Corporate Learning Award[25]
- 2015: Ehrenbürger Europas[26]